# Temporada 1986-87 de los Phoenix Suns
La temporada 1986-87 fue la decimonovena de los Phoenix Suns en la NBA. La temporada regular acabó con 36 victorias y 46 derrotas, ocupando el noveno puesto de la Conferencia Oeste, no logrando clasificarse para los playoffs.

## Elecciones en elDraft
| Ronda | Puesto | Jugador          | Posición  | Nacionalidad   | Universidad/Club |
| ----- | ------ | ---------------- | --------- | -------------- | ---------------- |
| 1     | 6      | William Bedford  | Pívot     | Estados Unidos | Memphis          |
| 2     | 31     | Joe Ward         | Alero     | Estados Unidos | Georgia          |
| 2     | 39     | Rafael Addison   | Alero     | Estados Unidos | Syracuse         |
| 2     | 46     | Jeff Hornacek    | Escolta   | Estados Unidos | Iowa State       |
| 3     | 55     | Kenny Gattison   | Ala-Pívot | Estados Unidos | Old Dominion     |
| 4     | 77     | Grant Gondrezick | Escolta   | Estados Unidos | Pepperdine       |

## Temporada regular
| División Pacífico        | División Pacífico | División Pacífico | División Pacífico | División Pacífico | División Pacífico | División Pacífico | División Pacífico | División Pacífico |
| Equipo                   | G                 | P                 | %                 | PD                | Casa              | Fuera             | Div               |                   |
| ------------------------ | ----------------- | ----------------- | ----------------- | ----------------- | ----------------- | ----------------- | ----------------- | ----------------- |
| y-Los Angeles Lakers     | 65                | 17                | .793              | –                 | 37–4              | 28–13             | 24–6              |                   |
| x-Portland Trail Blazers | 49                | 33                | .598              | 16                | 34–7              | 15–26             | 17–13             |                   |
| x-Golden State Warriors  | 42                | 40                | .512              | 23                | 25–16             | 17–24             | 17–13             |                   |
| x-Seattle SuperSonics    | 39                | 43                | .476              | 26                | 25–16             | 14–27             | 15–15             |                   |
| Phoenix Suns             | 36                | 46                | .439              | 29                | 26–15             | 10–31             | 14–16             |                   |
| Los Angeles Clippers     | 12                | 70                | .146              | 53                | 9–32              | 3–38              | 3–27              |                   |

## Estadísticas
| Rk | Jugador          | Edad | P  | PT | MP   | TC  | TCI  | %TC  | T3  | T3I | %T3  | TL  | TLI  | %TL  | RO  | RD  | RT  | AS  | RB  | TAP | BP  | FP  | PTS  |
| -- | ---------------- | ---- | -- | -- | ---- | --- | ---- | ---- | --- | --- | ---- | --- | ---- | ---- | --- | --- | --- | --- | --- | --- | --- | --- | ---- |
| 1  | Larry Nance      | 27   | 69 | 67 | 37.2 | 8.5 | 15.4 | .551 | 0.0 | 0.1 | .200 | 8.5 | 15.3 | .773 | 2.7 | 6.0 | 8.7 | 3.4 | 1.2 | 2.1 | 2.2 | 3.2 | 22.5 |
| 2  | Walter Davis     | 32   | 79 | 79 | 33.5 | 9.9 | 19.2 | .514 | 0.3 | 1.0 | .259 | 9.6 | 18.2 | .862 | 1.1 | 1.9 | 3.1 | 4.6 | 1.2 | 0.1 | 2.9 | 2.3 | 23.6 |
| 3  | Jay Humphries    | 24   | 82 | 82 | 31.5 | 4.4 | 9.2  | .477 | 0.1 | 0.3 | .185 | 4.3 | 8.9  | .769 | 0.8 | 2.4 | 3.2 | 7.7 | 1.4 | 0.1 | 2.4 | 2.9 | 11.3 |
| 4  | Ed Pinckney      | 23   | 80 | 65 | 28.1 | 3.6 | 6.2  | .584 | 0.0 | 0.0 | .000 | 3.6 | 6.2  | .739 | 2.2 | 5.0 | 7.3 | 1.5 | 1.1 | 0.7 | 1.7 | 2.5 | 10.5 |
| 5  | Alvan Adams      | 32   | 68 | 40 | 24.9 | 4.6 | 9.1  | .503 | 0.0 | 0.0 | .000 | 4.6 | 9.1  | .788 | 1.3 | 3.6 | 5.0 | 3.3 | 0.9 | 0.5 | 2.0 | 3.0 | 11.1 |
| 6  | James Edwards    | 31   | 14 | 9  | 21.7 | 4.1 | 7.9  | .518 | 0.0 | 0.0 |      | 4.1 | 7.9  | .771 | 1.4 | 2.9 | 4.3 | 1.4 | 0.4 | 0.5 | 1.1 | 3.0 | 12.0 |
| 7  | Mike Sanders     | 26   | 82 | 4  | 20.2 | 4.4 | 8.8  | .494 | 0.0 | 0.2 | .118 | 4.3 | 8.6  | .781 | 1.2 | 2.1 | 3.3 | 1.5 | 0.7 | 0.3 | 1.3 | 2.6 | 10.5 |
| 8  | William Bedford  | 23   | 50 | 18 | 19.6 | 2.8 | 7.2  | .397 | 0.0 | 0.0 | .000 | 2.8 | 7.1  | .581 | 1.6 | 3.3 | 4.9 | 1.1 | 0.4 | 0.7 | 1.7 | 2.5 | 6.7  |
| 9  | Jeff Hornacek    | 23   | 80 | 3  | 19.5 | 2.0 | 4.4  | .454 | 0.2 | 0.5 | .279 | 1.8 | 3.8  | .777 | 0.5 | 1.8 | 2.3 | 4.5 | 0.9 | 0.1 | 1.9 | 1.6 | 5.3  |
| 10 | Kenny Gattison   | 22   | 77 | 14 | 14.3 | 1.9 | 4.0  | .476 | 0.0 | 0.0 | .000 | 1.9 | 4.0  | .632 | 1.1 | 2.4 | 3.5 | 0.5 | 0.3 | 0.4 | 1.1 | 2.3 | 5.2  |
| 11 | Bernard Thompson | 24   | 24 | 2  | 13.8 | 1.8 | 4.4  | .400 | 0.0 | 0.1 | .000 | 1.8 | 4.3  | .818 | 0.8 | 0.5 | 1.3 | 0.8 | 0.5 | 0.2 | 0.7 | 2.2 | 4.6  |
| 12 | Grant Gondrezick | 24   | 64 | 1  | 13.1 | 2.1 | 4.7  | .450 | 0.1 | 0.3 | .235 | 2.0 | 4.4  | .701 | 0.7 | 1.0 | 1.7 | 1.3 | 0.4 | 0.1 | 0.9 | 1.4 | 5.5  |
| 13 | Rafael Addison   | 22   | 62 | 12 | 11.5 | 2.4 | 5.3  | .441 | 0.3 | 0.8 | .320 | 2.1 | 4.5  | .797 | 0.7 | 1.0 | 1.7 | 0.7 | 0.4 | 0.1 | 0.9 | 1.2 | 5.8  |
| 14 | Nick Vanos       | 23   | 57 | 14 | 11.2 | 1.1 | 2.8  | .411 | 0.0 | 0.0 | .000 | 1.1 | 2.7  | .644 | 1.2 | 2.0 | 3.2 | 0.8 | 0.3 | 0.4 | 0.8 | 1.6 | 2.9  |

## Galardones y récords
| Jugador      | Galardón |
| Walter Davis | All-Star |